# Bà Bovary
Bà Bovary (tiếng Pháp: Madame Bovary) là một cuốn tiểu thuyết của nhà văn Gustave Flaubert, được đánh giá là trau chuốt về nghệ thuật và hình thức. Khi xuất bản lần đầu tiên ở Pháp (dưới tên Madame Bovary, mœurs de province) tác phẩm đã trải qua một cơn sóng gió, bị công kích là mang "màu sắc dâm dật" và xúc phạm tới luân lý công cộng và tôn giáo. Tác giả cũng chịu số phận tương tự, ông bị truy tố ra toà. Trước tòa, để bênh vực tác phẩm và tác giả, luật sư bào chữa cho rằng, nhân vật chính trong truyện ngoại tình chỉ là do một chuỗi những đau khổ, ăn năn hối hận, rồi đi tới một hình phạt cuối cùng, một kết thúc bất ngờ đối. Chính ở chỗ kết cục đó mà cuốn sách rất mực đạo đức và bổ ích. Rốt cuộc, chính ủy viên công tố cũng phải thừa nhận tác phẩm là một bức tranh tuyệt vời về mặt tài nghệ nhưng là một bức tranh đáng báng bổ về mặt đạo đức, có hại cho luân lý xã hội, song tác giả được tuyên bố vô can. Từ vụ án có một không hai đó (năm 1857), đã gây nên một tiếng vang lớn trong dư luận đương thời và làm nó trở lên nổi tiếng. Sau khi được tuyên bố trắng án nó trở thành một cuốn sách bán chạy nhất trong năm 1857.
Hiện nay nó vẫn là một cuốn sách được nhiều người biết đến. Năm  2007, trong một cuộc bầu chọn 10 tác phẩm vĩ đại nhất của mọi thời đại do tạp chí Time tổ chức khảo sát lấy ý kiến của 125 nhà văn nổi tiếng đương thời như Franzen, Mailer, Wallace, Wolfe, Chabon, Lethem, King, kết quả Bà Bovary đứng thứ 2 trong danh sách, chỉ sau  tác phẩm đứng đầu Anna Karenina của Tolstoy

## Nội dung
Tác phẩm bắt đầu bằng việc giới thiệu Charles Bovary, một anh chàng lớn con thực thà và chậm chạp, làm đối tượng gây cười cho bạn bè trong lớp vì vẻ "thộn" của mình, là loại người không có cá tính không có khả năng gây ra một sự ngạc nhiên nào cho ai. Tuy vậy, anh ta hiền lành chăm chỉ, tuy không thông minh nhưng cũng lên lớp đều đều rồi theo học y sĩ, cuối cùng "ra trường một cách vất vả", và về quê làm nghề thầy thuốc.
Là người con ngoan ngoãn không bao giờ có ý kiến và quan niệm riêng, Charles đã cưới một bà góa lớn tuổi "nghe đồn là khá giả" theo sự quyết định của bố mẹ anh ta. Cuộc hôn nhân cũng êm ả nếu không có sự ghen tuông của vợ anh ta. Nhất là từ khi Charles đi chữa bệnh cho một chủ trại và quen biết với con gái ông ta, cô Emma. Người vợ lớn tuổi của anh ta chết sau một cơn uất ức. Một thời gian sau đó, Charles cưới Emma.
Emma là thiếu nữ có học, được nuôi dạy trong trường dòng cho đến năm 18 tuổi mới về nhà. Thay vì học giáo lý vì các khuôn phép, ra khỏi trường Emma chỉ còn giữ lại một tâm hồn lãng mạn khát khao đi tìm một bóng hình lý tưởng, như trong các tiểu thuyết mà cô đã đọc lén khi còn ở trường dòng. Về nông thôn chẳng bao lâu, Emma chán ngán cuộc sống tẻ nhạt, nhận lời lấy Charles và thất vọng sâu sắc ngay sau cuộc hôn nhân. Nỗi buồn chán càng tăng lên sau một lần cô tham gia vũ hội, những cảm giác ngây ngất khi được tiếp xúc với cái xã hội náo nhiệt phồn hoa như tiểu thuyết. Nhưng sau đó lại buộc phải trở lại sống một cuộc sống tẻ nhạt. Để vợ khuây khỏa, Charles đưa Emma lên Yonville. Họ có một đứa con gái, nhưng Emma chẳng ngó ngàng gì đến con, bỏ mặc nó cho người vú nuôi.
Một lần nữa Emma lại chán ngán cuộc sống ở đây, với những con người chán ngắt, xấu xí, dốt nát và giả dối nhưng được xem là thành đạt và khả kính - với những đại diện tiêu biểu như dược sĩ Homer, người thu thuế Binet... Emma đã gặp Léo Dupuis - một thanh niên đang là luật sư tập sự tại thành phố đó. Dù rất si mê Emma nhưng anh ta không dám ngỏ lời vì sợ ảnh hưởng đấn con đường sự nghiệp của anh ta hãy còn đang tập sự. Emma thất vọng và trong một buổi hội chợ của thành phố, cô gặp Rodolphe và sa ngã trước những lời tán tỉnh của hắn. Vì lúc ấy trong lòng Emma rất cô đơn trống trải đang mong đang cái gì đó khác với sự đơn điệu thường ngày; bên cạnh một ông chồng hiền lành nhưng thô kệch, đã từng thất bại một lần khi liều lĩnh giải phẫu chân cho một người bị tật trong khi Emma chờ đợi thành công để tìm đôi chút lý tưởng về anh ta.
Cuộc dan díu với Rodolphe kéo dài cho đến khi y chán Emma, còn cô thì muốn kết thúc mối tình lãng mạn là một cuộc bắt cóc và chạy trốn đầy say mê như trong tiểu thuyết. Thêm vào đó khi dan díu với Rodolphe, Emma đã bị một tên lái buôn là L'heureux gạ gẫm cô mua sắm không tiếc tay và cô bắt mắc nợ. Rodolphe lẩn trốn sau khi để lại một bức thư "đầy đau khổ", Emma lâm bệnh.
Một thời gian sau Emma gặp lại Léon. Lúc này anh ta đã là luật sư và không còn ngần ngại gì nữa. Emma lại lao vào cuộc dan díu mới và rồi kết thúc bằng sự chán nán cả Léon. Khi ấy thương gia L'heureux báo cho Emma biết cô đang mắc nợ rất nhiều và nếu cô không trả kịp thì hắn sẽ tịch thu tài sản. Emma hốt hoảng tìm đến các tình nhân cũ nhờ giúp đỡ nhưng đều bị từ chối. Không dám thú thật với chồng, Emma tuyệt vọng ra cửa hàng của dược sĩ Homer mua một liều thạch tín và tự tử. Cái chết đau đớn và vật vã của Emma làm cho Charles sa sút về thể xác lẫn tinh thần. Và ít lâu sau, anh ta đột ngột chết khi đang ngồi ngoài ngoài vườn với con gái. Câu chuyện kết thúc bằng việc gã dược sĩ Homer được thưởng huy chương Bắc đẩu bội tinh.

## Đặc điểm nhân vật
Hình ảnh nhân vật Emma Bovary đã gây nhiều cuộc tranh luận khác nhau trong quá trình tiếp nhận, cho đó là thiên hướng của con người tự tạo ảo tưởng về bản thân, là sự khát khao hạnh phúc hư ảo, hoặc là cách nhìn khắc khổ u ám trong nghệ thuật chỉ thấy mặt xấu của con người và sự vật.  Đến mức Tòa án đương thời đã phải tiến hành xét xử vì chính quyền cho đó là sự xâm hại thuần phong mỹ tục, nhưng mặt khác tác phẩm lại được các nghệ sĩ, các nhà phê bình như Lamartine, Hugo, Sainte-Beuve... đánh giá rất cao. Được đi vào hệ thống từ vựng qua sự khái quát thành một danh từ bovarisme (đặc điểm tính chất theo kiểu Bovary), tác phẩm thể hiện phần nào suy nghĩ mang tính trải nghiệm của chính tác giả, dù đã tỏ ra rất khách quan, đối với xã hội trưởng giả tầm thường. Từng viết trong thư gửi một người bạn rằng "Emma chính là tôi", ông cũng thổ lộ rằng khi nữ nhân vật chính uống thạch tín tự tử, ông cảm thấy có vị đắng của chất này trong miệng.
Nhân vật Homais lại là hình ảnh biếm họa về những "nhà hoạt động" phái tự do tư sản khoa trương, mị dân, ngu muội tiêu biểu đến mức tất cả các dược sĩ ở hạ lưu sông Seine sau khi đọc tác phẩm đều muốn tìm tới Flaubert để tạt tai nhà văn.

## Giá trị tác phẩm
Là cuốn tiểu thuyết hay nhất mang tính chất hiện thực trong số ba cuốn tiểu thuyết ít ỏi của cuộc đời cầm bút Flaubert, Bà Bovary cũng đã báo hiệu những nét đổi mới của tiểu thuyết phương Tây hiện đại thế kỷ 20. Kể lại một cốt truyện với những mô típ lãng mạn đang thịnh hành đương thời, Flaubert đã vượt lên rất nhiều nhà văn khác nhờ bút pháp kể chuyện khách quan, nghệ thuật sử dụng lời kể gián tiếp để làm hé lộ dòng suy tư nội tâm của nhân vật, nghệ thuật di chuyển điểm nhìn và khả năng xử lý thời gian cực kỳ tinh tế, những đoạn đối thoại đặc sắc, ngôn ngữ trau truốt, ngoại cảnh tinh vi, chính xác. Nhiều đoạn miêu tả cảnh vật và đồ vật của tác phẩm đã trở thành mẫu mực, kinh điển trong văn xuôi Pháp... Coi trọng sự chính xác của ngôn từ cũng như tính nhạc của lời văn, nên Flaubert viết rất chậm. Người ta còn kể rằng Flaubert từng đọc to những câu văn của mình để lắng nghe tính nhạc trong đó. Nhiều nhà nghiên cứu cũng từng cho rằng tác phẩm đã bộc lộ những giới hạn của Flaubert, như mầm mống suy đồi của chủ nghĩa hiện thực phê phán nửa sau thế kỷ 19 cùng với thái độ bi quan, chua chát. Các nhà nghiên cứu phương Tây đều đánh giá đây là cột mốc thứ hai sau Don Quixote (Cervantes) trên hành trình biến đổi diện mạo theo xu hướng hiện đại hóa của tiểu thuyết phương Tây.

## Chuyện bên lề của tác phẩm
Khi tác phẩm vừa xuất bản lần đầu tiên, G.Flaubert phải đối mặt với những phản ứng gay gắt của dư luận và luật pháp. Ông đã nói với vị luật sư bào chữa cho mình rằng: "Bà Bovary, chính là tôi. Để cứu tôi, thì ông đã giết chết tác phẩm của tôi...". Vì luật sư đã bào chữa rằng: "Tác giả không vi phạm thuần phong mỹ tục, vì cuối tác phẩm tác giả đã để cho nhân vật chính chết một cách đau đớn..."

## Phim chuyển thể
Nhiều phim chuyển thể, trong đó bản 1949 của Mỹ; và bản 1991 (được đề cử giải Oscar phim tiếng nước ngoài hay nhất).